# Amira El Hafaia
Amira Hayet Sabah El Hafaia, née le 27 septembre 1996, est une escrimeuse algérienne. 

## Carrière
Elle remporte la médaille de bronze en sabre par équipes aux Championnats d'Afrique d'escrime 2014 et la médaille d'argent en sabre par équipes aux Jeux africains de 2015. Aux Championnats d'Afrique d'escrime 2016, elle est médaillée d'argent en sabre par équipes. Elle obtient le bronze en sabre par équipes aux Championnats d'Afrique d'escrime 2018.